# President de Costa d'Ivori
Aquesta és la llista dels presidents de Costa d'Ivori des de la independència el 1960.
| # | Nom Nascut - Mort                                                   | Imatge                 | Inici - Fi del mandat  | Inici - Fi del mandat  | Partit                                     |
| - | ------------------------------------------------------------------- | ---------------------- | ---------------------- | ---------------------- | ------------------------------------------ |
| 1 | Félix Houphouët-Boigny 18 d'octubre de 1905 – 7 de desembre de 1993 | Félix Houphouët-Boigny | 7 d'agost de 1960      | 7 de desembre de 1993  | Parti Démocratique de Côte d'Ivoire - PDCI |
| 2 | Henri Konan Bédié 5 de maig de 1934 - 1 d'agost de 2023             | Félix Houphouët-Boigny | 7 de desembre de 1993  | 24 de desembre de 1999 | Parti Démocratique de Côte d'Ivoire - PDCI |
| 3 | Robert Guéï 16 de març de 1941                                      |                        | 24 de desembre de 1999 | 26 d'octubre de 2000   | ne havis                                   |
| 4 | Laurent Gbagbo 16 de març de 1941                                   | Laurent Gbagbo         | 6 d'octubre de 2000    | 11 d'abril de 2011     | Front populaire Ivoirien - FPI             |
| 5 | Alassane Ouattara 1 de gener de 1942                                | Alassane Ouattara      | 11 d'abril de 2011     | actualitat             | Rassemblement des Républicains - RDR       |